# ポリグリシル化
ポリグリシル化（ポリグリシルか、Polyglycylation）は翻訳後修飾の一種である。軸糸など特定の器官を構成する微小管のチューブリンやヒストンシャペロンであるＮＡＰ１のC末端に数個のグリシンを付加する反応である。初めゾウリムシで発見され、後に哺乳類の神経細胞などでも見つかった。
これまでこの修飾を行う酵素は不明であったが、2008年に生理学研究所の研究グループにより同定された。、